# إيفا مارسيل
إيفا مارسيل بيغفورد (بالإنجليزية: Eva Marcille)‏ (ولدت في 30 أكتوبر 1984) المعروفة باسم إيفا مارسيل، ممثلة مضيفة تلفزيونية وعارضة أزياء أفريقية أمريكية، بدأت حياتها المهنية من خلال فوزها بالدورة الثالثة من برنامج أميركا نيكست توب موديل.

## نشأتها
ولدت إيفا في لوس انجليس، كاليفورنيا. حضرت مدرسة ريمون أفينيو الابتدائية، ومدرسة مارينا ديل ري المتوسطة، ومدرسة واشنطن الإعدادية الثانوية (2002). حضرت جامعة كلارك أتلانتا في أتلانتا، جورجيا، غادرت المدرسة بعد فترة وجيزة من فوزها بالموسم الثالث من برنامج أميركا نيكست توب موديل في سن التاسعة عشرة.

## حياتها الشخصية
في يوليو 2006 ، بدأت إيفا مواعدة الممثل لانس غروس. انخرط الزوجان في 24 ديسمبر 2008 وانفصلا في مارس 2010. بعدها واعدت مغني الراب فلو ردا إلى 2012. لديها ابنة من علاقتها السابقة مع كيفين ماكول. انفصلت عم ماكال في ربيع 2014 ، أصبحت إيفا مخطوبة من المحامي المقيم في أتلانتا مايكل سترلينج في ديسمبر 2017. تزوجا في 7 أكتوبر 2018. ولدى الزوجين ولدان، ولدوا في أبريل 2018 وسبتمبر 2019.

## روابط خارجية
- إيفا مارسيل على موقع IMDb (الإنجليزية)
- إيفا مارسيل على موقع ألو سيني (الفرنسية)
- إيفا مارسيل على موقع أول موفي (الإنجليزية)
- إيفا مارسيل على موقع إن إن دي بي (الإنجليزية)
- إيفا مارسيل على موقع قاعدة بيانات الفيلم (الإنجليزية)
- إيفا مارسيل على موقع كينوبويسك (الروسية)
- إيفا مارسيل على موقع دليل عارضات الأزياء (الإنجليزية)